# Roman-Koix
Roman-Koix (en rus, Роман-Кош, en ucraïnès: Роман-Кош) és una muntanya situada a Crimea, entre els municipis de Yalta i Alushta. És el punt més elevat de la península, situat a una altura de 1.545 metres, i un dels pic amb més prominència, amb 1.541 metres.
Està situat a la carena costanera més al sud de les tres serralades que formen les muntanyes de Crimea. Està format principalment per terra calcària. Els vessants més baixos són boscosos, però les parts més altes estan desposseïdes d'arbres.
En l'actualitat alberga el parc nacional de Crimea. Només poden pujar petits grups de turistes amb un guia. Per a molts escaladors el costat sud de les muntanyes de Crimea és una destinació molt interessant.